# Francisco Beckmann
Francisco Beckmann CM (* 23. Juli 1883 in Enschede, Niederlande; † 30. Oktober 1963) war ein niederländischer Ordensgeistlicher und römisch-katholischer Erzbischof von Panama.

## Leben
Er wurde in Enschede als Sohn der Eheleute Franz Heinrich Beckmann und Johanna, geb. Greve, geboren und erhielt den Namen Frans ("Francisco") Frederik.
Francisco Beckmann trat in den Lazaristenorden ein und empfing am 13. Juli 1913 das Sakrament der Priesterweihe.
Papst Pius XII. ernannte ihn am 25. Mai 1940 zum Titularbischof von Telmissus und zum Weihbischof in Panama. Der Erzbischof von Panama, Juan José Maíztegui y Besoitaiturria CMF, spendete ihm am 7. Juli desselben Jahres die Bischofsweihe; Mitkonsekratoren waren José María Preciado y Nieva CMF, Apostolischer Vikar von Darién, und Johann Paul Odendahl Metz CM, Apostolischer Vikar von Limón.
Am 13. Juni 1945 ernannte ihn Papst Pius XII. zum Erzbischof von Panama.
Er nahm an den ersten beiden Sitzungsperioden des Zweiten Vatikanischen Konzils als Konzilsvater teil. Francisco Beckmann starb während der Konzilsberatungen in Rom an einem Herzinfarkt.